# 维克多·尼贡
维克多·尼贡（英語：Victor Marc Nigon，1920年10月11日—2015年7月5日）是一位法国生物学家，与埃尔斯沃思·多尔蒂在1940年代最早将秀麗隱桿線蟲（学名：Caenorhabditis elegans）引入实验室研究。
为纪念维克多·尼贡的贡献，隐杆线虫属的一个物种被命名为“尼贡隐杆线虫”（Caenorhabditis nigoni）。